# Samogon

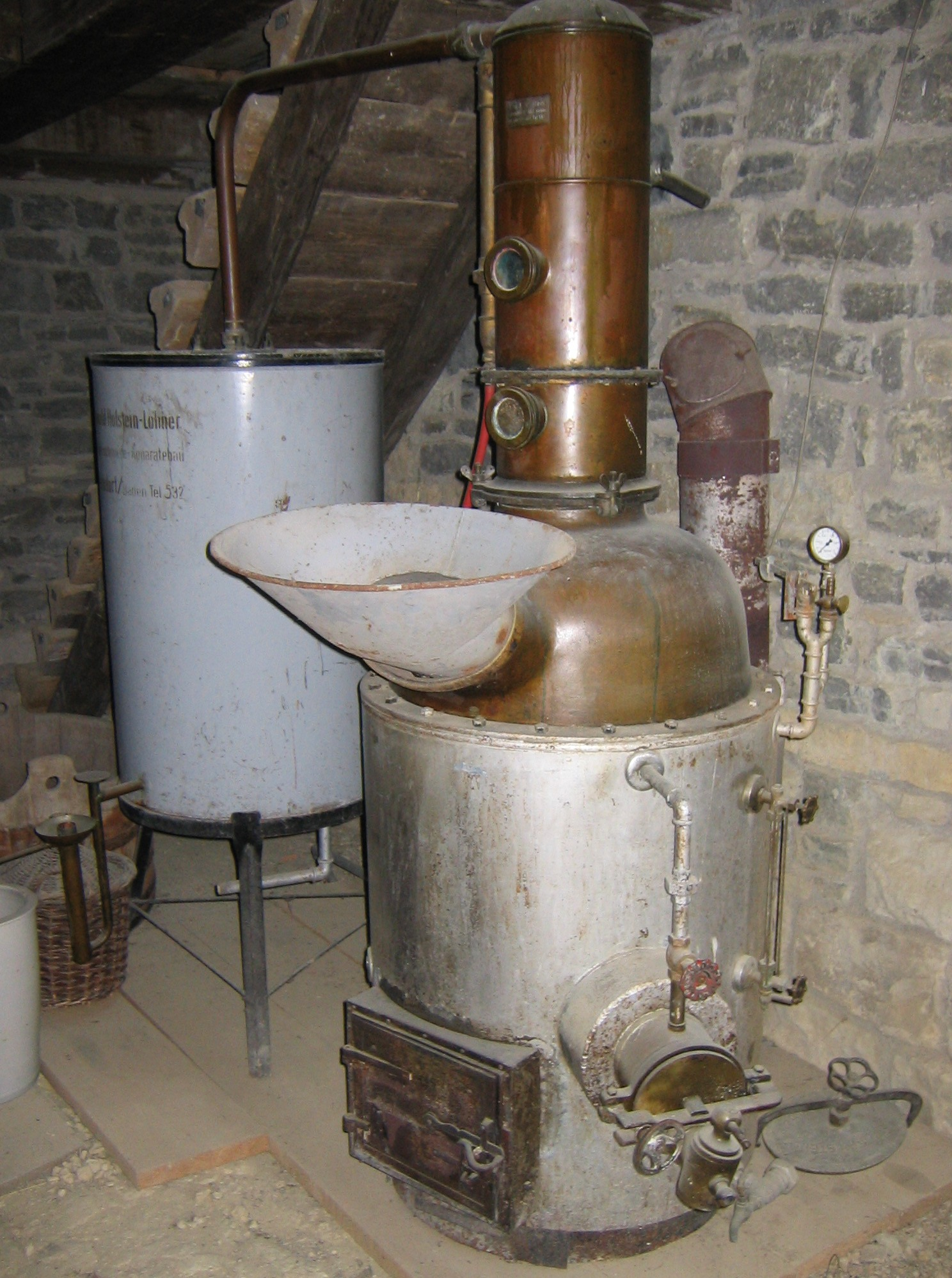
Schnapsbrennkessel

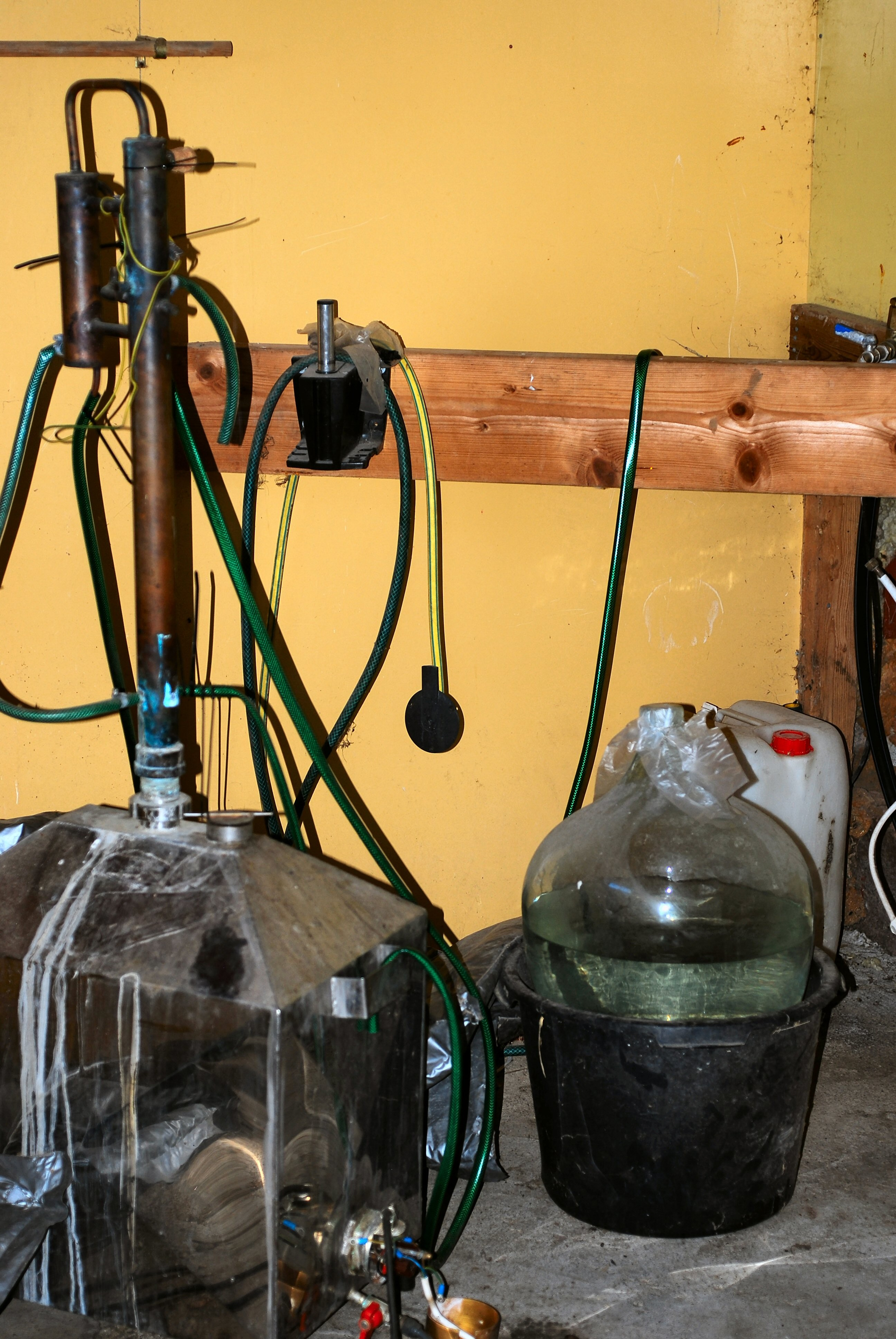
Alkohol-Destillieranlage auf einem Hof im norwegischen Trøndelag

Samogon (kyrillisch Самого́н) bzw. Samogonka (kyrillisch самого́нка ‚Selbstgebrannter‘) ist die russische Bezeichnung für in häuslicher Eigenproduktion und für den Eigenbedarf gebrannten Schnaps.
Die Grundlage bildet eine Maische, die in der Regel aus zucker- und stärkehaltigen Früchten wie Kartoffeln, Obst, gezuckertem Getreide (Gerste, Hirse, Weizen), Zuckerrüben oder anderen zucker- und stärkehaltigen Früchten sowie Hefe und Wasser besteht und zunächst ein bis zwei Wochen lang in einem Gärbehälter vergoren wird. Die aus der Maische gewonnene alkoholhaltige Flüssigkeit wird dann in einem – meist selbstgebauten – Destillierapparat gebrannt, um ihren Alkoholgehalt zu erhöhen. Zu Beginn und am Ende des Destillationsvorgangs enthält das Destillat oft relativ viel Methylalkohol und Fuselöle, also unerwünschte Bestandteile, die zu Kopfschmerzen und anderen Vergiftungserscheinungen führen können.
Viele Samogon-Hersteller setzen dem Destillat Kräuter oder Gewürze zu, etwa Safran, Rosmarin, Kardamom, Muskatnuss, Zitronenschale oder Lorbeerblätter. Bisweilen wird der Samogon auch durch Zusatz färbender Lebensmittel eingefärbt, etwa mit Waldmeister grün oder mit Berberitze oder Rote Beete rot.
Samogon ist nicht unbedingt Schwarzbrand, also unerlaubt und unter Verstoß gegen Steuergesetze hergestellter Schnaps; denn in manchen Phasen der russischen Geschichte war die häusliche Herstellung hochprozentigen Alkohols zum Eigenverbrauch erlaubt.
Der Begriff Samogon für eine unter häuslichen Bedingungen und für den eigenen Bedarf hergestellten Spirituose entstand Anfang des 20. Jahrhunderts. 1914 erließ Zar Nikolaus II. einen Ukas, der die Herstellung und den Verkauf alkoholischer Getränke aller Art verbot. In der Folge dieses suchoi sakon (wörtlich: „trockenes Gesetz“) brannten viele Menschen sich ihren Schnaps selbst – auf Russisch sam gonju, wovon sich der Begriff Samogon ableitet.